# ミッキーのお化け屋敷

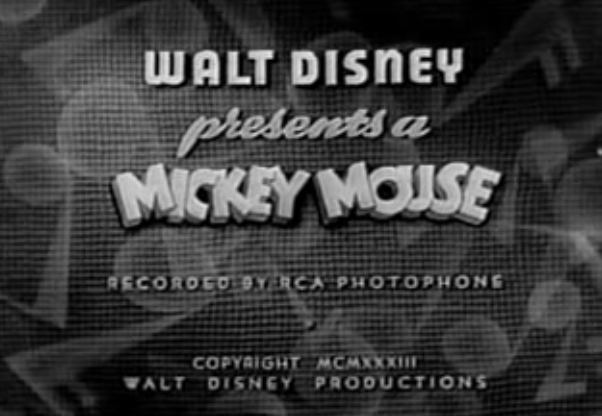

『ミッキーのお化け屋敷』（ミッキーのおばけやしき、原題：The Mad Doctor）は、ウォルト・ディズニー・プロダクション（現：ウォルト・ディズニー・カンパニー）が制作したアニメーション短編映画作品。公開は1933年1月20日。ミッキーマウスの短編映画シリーズの一作品である。

## あらすじ

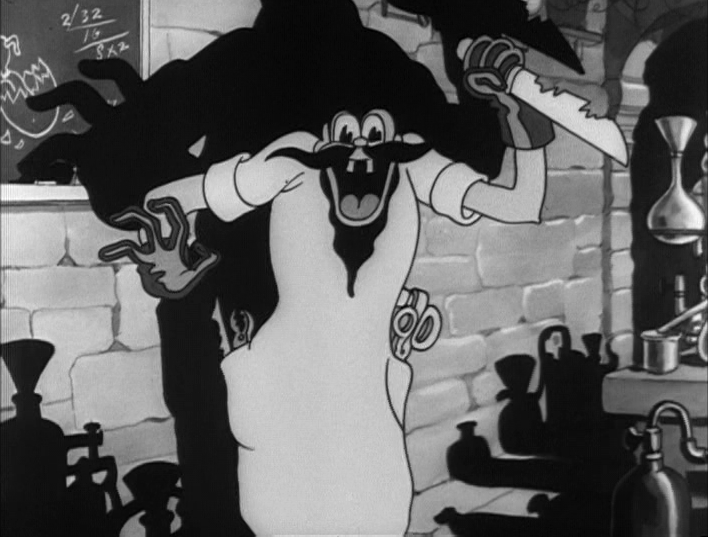

ある嵐の吹き荒れる真夜中、部屋で寝ていたミッキーの元にプルートの叫び声が響いた。ミッキーは慌てて庭のプルートの犬小屋に駆け付けるが、小屋は何者かに荒らされており、プルートの姿はない。小屋からはプルートと彼をさらった人の足跡が続いており、足跡を追ってミッキーがたどり着いた先は崖の上にそびえ立つ巨大な洋館だった。
さらわれたプルートを助け出すために館に入ったミッキーだったが、中は奇妙な罠とたくさんの化け物がはびこるいかにも不気味な所であった。部屋のあちこちから現れる骸骨たちの襲撃にもめげず、ミッキーはプルートを探して館の奥へと進んで行く。一方、プルートは誘拐犯であるマッドサイエンティストのマッド・ドクターの手により何とも恐ろしい実験の材料にされようとしていた。プルートの頭と、共に実験台として捕らわれているニワトリの体を接合して新たな生命体を作り出し、さらに卵を産んで増やせるようにするというのだ。ナイフを手に笑い声を上げるマッド・ドクターに冷や汗を垂らすプルートは、大きな鳴き声を上げて助けを求める。
そんなプルートの鳴き声を聞きつけたミッキーはその声を追って館をさらに進んでいくが、骸骨や蜘蛛の罠にかかり、ついにミッキーもマッド・ドクターに捕まってしまう。なおも絶えずに笑うマッド・ドクターがなにやら機械を操作すると、担架に縛られたミッキーの頭上から電動ノコギリが出てきて、体を真っ二つに切断するのかとノコギリが下りてくる。こんな絶望的な状況でなおもプルートの名を呼び、プルートに助けを求める。
翌朝、うなされるミッキーは腹を蚊に刺されはね上がって目を覚ます。気がつくと、そこは先ほどまでいたはずの不気味な洋館ではなく、いつもの自分の寝室。つまり、プルートや自分を襲ったあの災難は全て夢だったのだ。部屋に差し込む爽やかな朝日の中プルートの名を呼ぶと、元気よくプルートが外からミッキーの元に飛び込んできた。幸せそうにじゃれるプルートに笑って喜ぶミッキーだった。

## スタッフ
- 製作総指揮：ウォルト・ディズニー[1]
- 製作：ジョン・サザーランド[1]
- 監督：デイヴィッド・ハンド[1][2]
- 作画：ベン・シャープスティーン、トム・パーマー、ジョニー・キャノン、ハーディー・グラマトキー、レス・クラーク、ジャック・キング[1]
- 音楽：バート・ルイス[1][2]

## 登場キャラクター
- ミッキーマウス（声：ウォルト・ディズニー[1][2]）
- プルート（声：ピント・コルヴィグ[2]）
- マッド・ドクター（声：ビリー・ブレッチャー）

## 日本での公開

### 収録
- 『ミッキーマウス／B&Wエピソード Vol.1 限定保存版』（DVD、ブエナ ビスタ ホーム エンターテイメント）
- 『ディズニー エピックミッキー 〜ミッキーマウスと魔法の筆〜』（Wii用ゲームソフト特典映像、任天堂）